# Bulbophyllum unifoliatum
Bulbophyllum unifoliatum là một loài phong lan thuộc chi Bulbophyllum.